# 蜂似螳属
蜂似螳属（学名：Vespamantoida）为类螳科的一个属。

## 下属物种
本属包括以下物种：
- 托氏蜂似螳 Vespamantoida toulgoeti (Roy, 2010)
- 维氏蜂似螳 Vespamantoida wherleyi Svenson & Rodrigues, 2019[2]